# Cheumatopsyche diehli
Cheumatopsyche diehli är en nattsländeart som beskrevs av Malicky 1997. Cheumatopsyche diehli ingår i släktet Cheumatopsyche och familjen ryssjenattsländor. Inga underarter finns listade i Catalogue of Life.